# Daniel Sesma
Sesma  Sorbet est un nom espagnol. Le premier nom de famille, en général paternel, est Sesma ; le second, en général maternel, souvent omis, est Sorbet.
Daniel Sesma Sorbet, né le 18 juin 1984 à Pampelune (Navarre), est un coureur cycliste espagnol. Il est professionnel depuis 2008, année où il a fait ses débuts au sein de l'équipe Orbea. Après deux années dans cette équipe, il rejoint l'équipe ProTour Euskaltel-Euskadi en 2010.

## Palmarès
- 2004
  - 2e du Pentekostes Saria
  - 2e du Mémorial Sabin Foruria
- 2008
  - 1rea étape du Tour de Navarre (contre-la-montre)

## Résultats sur les grands tours

### Tour d'Italie
1 participation
- 2011 : 149e

## Classements mondiaux
| Année           | 2007 | 2008 |
| --------------- | ---- | ---- |
| UCI Europe Tour | 967e | 521e |